# Rau diếp đắng Trung Quốc
Rau diếp đắng Trung Quốc (danh pháp khoa học: Ixeris chinensis) là một loài thực vật có hoa trong họ Cúc. Loài này được (Thunb. ex Thunb.) Nakai mô tả khoa học đầu tiên năm 1920.